# Kasteel Soupart

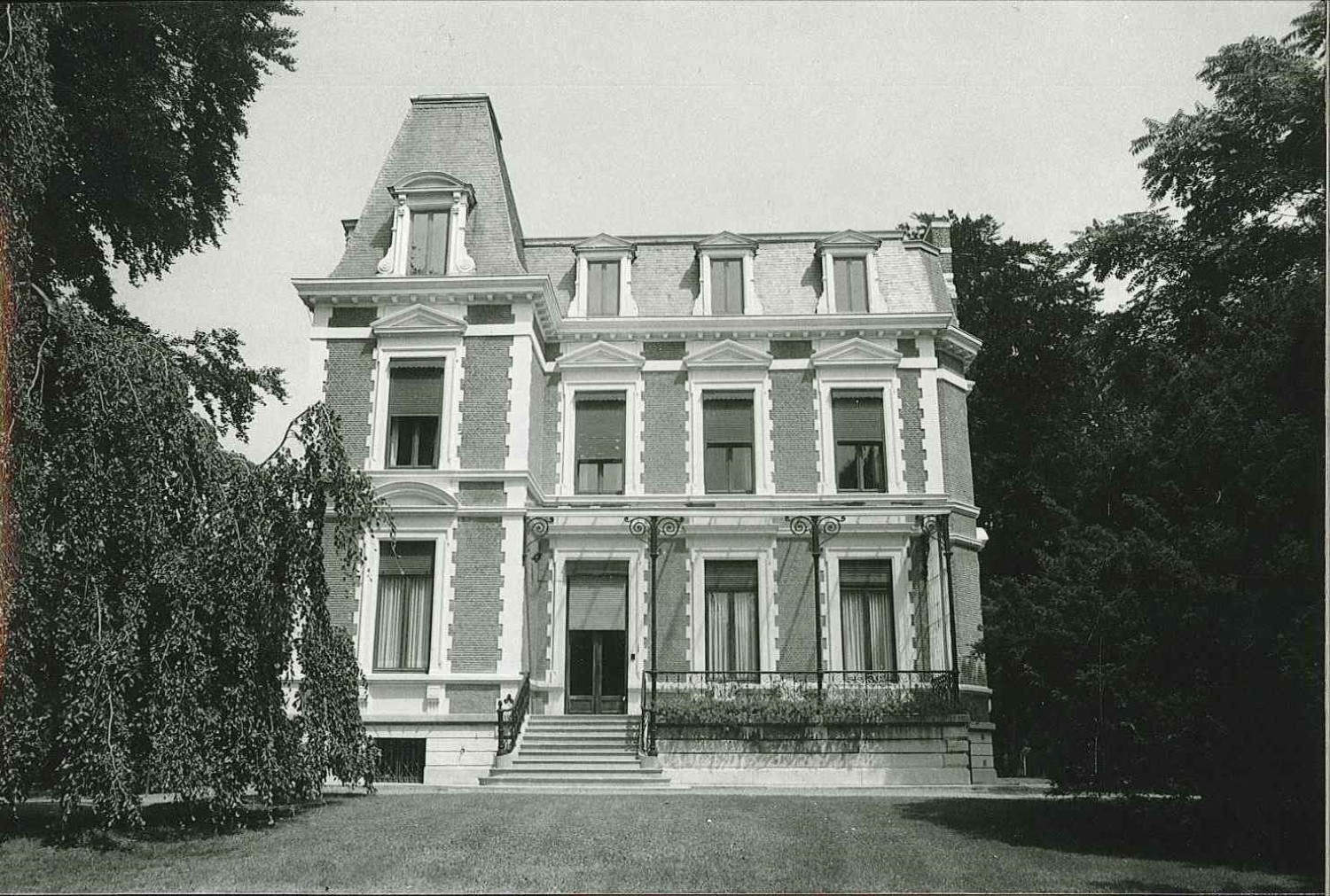
Kasteel Soupart

Het Kasteel Soupart (ook: Kasteel Klaverken of Kasteel De Vos) is een kasteel in de tot de Oost-Vlaamse gemeente Destelbergen behorende plaats Heusden, gelegen aan de Meersstraat 46-50.
Het kasteel werd in 1876 gebouwd in opdracht van Floribert Soupart naar ontwerp van Adolphe Pauli. Het bevindt zich op de plaats van een vroeger buitenhuis dat eigendom was van de familie D'Hoop.
Dit kasteel is feitelijk een neoclassicistische villa dat door de aanwezigheid van een vierkante toren met afgeknotte spits het aanzien van een kasteeltje heeft.
Het omringende park is in Engelse landschapsstijl en het dienstgebouw is afkomstig van het vroegere buitenhuis en heeft nog 17e of 18e eeuwse elementen, van een koetshuis met stallen. Het werd in het 3e kwart van de 19e eeuw tot woonhuis verbouwd.